# Lanzamiento espacial

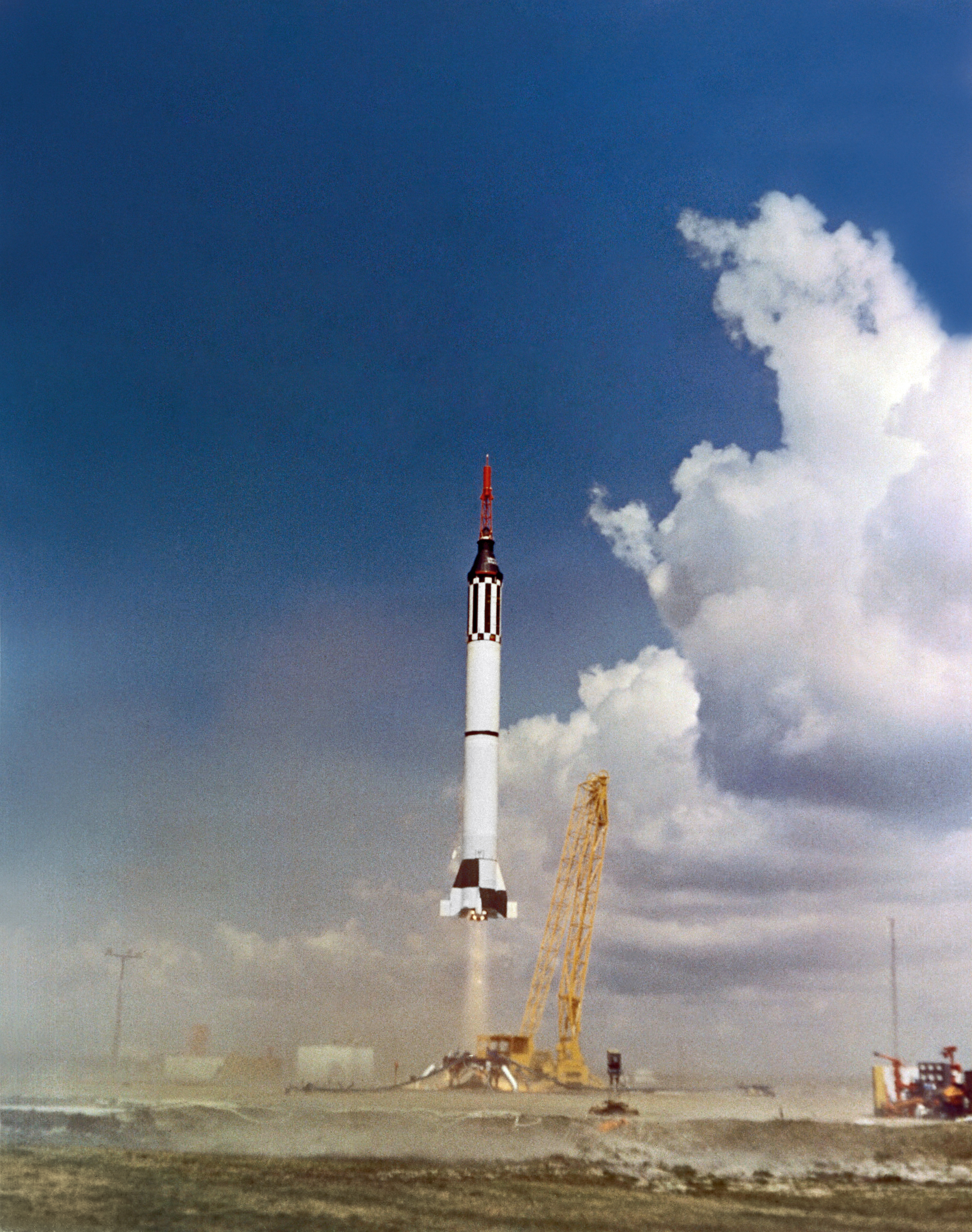
Lanzamiento del Mercury-Redstone 2.

En astronáutica, el lanzamiento es el disparo de un cohete espacial, y con más propiedad, la acción de vehicular una astronave hasta conferirle la dirección y la velocidad que requiere su misión.

## Preparación
Los lanzamientos espaciales requieren largos y minuciosos preparativos y, en primer lugar, el cálculo de la trayectoria que ha de seguir el cohete lanzador. De ella depende, en efecto, el programa detallado de los equipos electrónicos que a bordo regulan de forma automática el funcionamiento de los motores, provocan la separación de las etapas ya utilizadas, desvían el chorro de los gases con objeto de que el lanzador, que despega verticalmente, vaya incurvando su trayectoria, en la dirección prevista, etc.
Por lo general, el ingenio no puede ser lanzado indistintamente a cualquier hora del día (satélites circunterrestres), en cualquier día del mes (exploración de la Luna) o en cualquier época del año (sondas espaciales). Para cada tipo de misión existe un periodo propicio, cuya duración se cifra en minutos, horas o días, según el caso, y al cual se da el nombre de ventana de lanzamiento. Si, a causa de dificultades técnicas, se incurriera en un retraso, el lanzamiento es posible a condición de adoptar una nueva trayectoria que aumenta el consumo en propergol. De ahí se deduce que, si el retraso es importante, será necesario esperar que se abra una nueva ventana cósmica que permita la mejor utilización de los insumos con que afronta la maquinaria.

## Observación
En los Estados Unidos, las fechas de lanzamientos espaciales son de público conocimiento, y siendo disponibles con meses de anticipación. Con la excepción de las dependencias del programa Space Shuttle, el complejo para visitantes del centro espacial John F. Kennedy en Florida está abierto para el público general, para la observación de lanzamientos espaciales de este centro y de la estación de la Fuerza Espacial de Cabo Cañaveral. Este centro para visitantes se encuentra generalmente a 10 km del área de lanzamiento. Fuera del centro espacial Kennedy, los mejores lugares para apreciar los lanzamientos son las playas cercanas.
Los lanzamientos de Rusia desde el Cosmódromo de Baikonur en Kazajistán son mejor observados desde la ciudad de Baikonur.
Los lanzamientos de la Agencia Espacial Europea desde el Centro Espacial de Guyana en la Guayana Francesa son perfectamente observables desde la ciudad de Kourou y las playas vecinas.

## Lugares

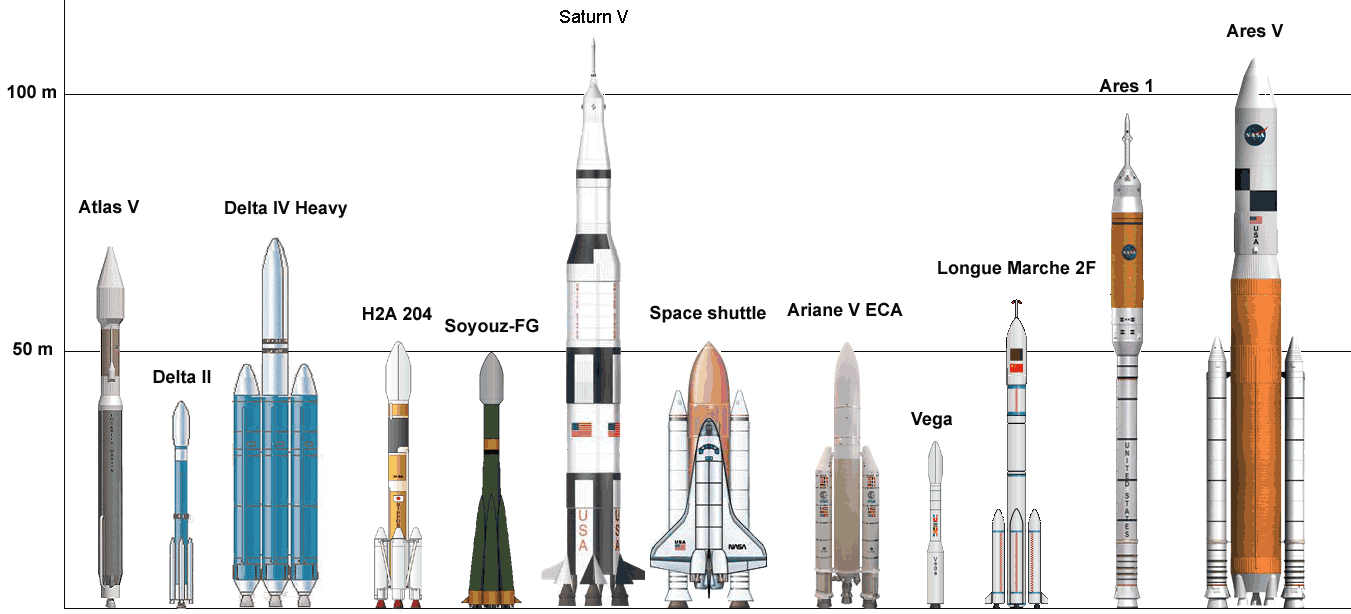
Un número de lanzadores y transbordadores espaciales en comparación de tamaño, también del Ares I y V.

| Nombre | Nombre                            | País             | Localidad      | Inau | Operador   | Pla. |
| ------ | --------------------------------- | ---------------- | -------------- | ---- | ---------- | ---- |
| NIIP-5 | Cosmódromo de Baikonur            | Kazajistán       | Tyuratam       | 1955 | ROSCOSMOS  | 8    |
| GIK-1  | Cosmódromo de Plesetsk            | Rusia            | Mirni          | 1957 | ROSCOSMOS  | 14   |
|        | Cosmódromo de Vostochni           | Rusia            | Tsiolkovski    | 2018 | ROSCOSMOS  |      |
| CCAFS  | Cape Canaveral Air Force Station  | Estados Unidos   | Cabo Cañaveral | 1949 | USAF       | 1    |
| CEK    | Centro espacial John F. Kennedy   | Estados Unidos   | Isla Merritt   | 1962 | NASA       | 5    |
| KMHV   | Puerto Aéreo y Espacial de Mojave | Estados Unidos   | Mojave         | 2004 |            | 1    |
| KVBG   | Base Aérea Vandenberg             | Estados Unidos   | Santa Bárbara  | 1941 | USAF       |      |
| KWAL   | Wallops Flight Facility           | Estados Unidos   | Wallops Island | 1945 | NASA       |      |
| CSG    | Puerto espacial de Kourou         | Guayana Francesa | Kourou         | 1968 | ESA        | 4    |
| RLLC   | Onenui Station                    | Nueva Zelanda    | Wairoa         | 2016 | Rocket Lab | 1    |
|        | Centro espacial Semnán            | Irán             | Semnán         | 2017 | AEI        | 1    |
| SDSC   | Centro espacial Satish Dhawan     | India            | Sriharikota    | 1971 | ISRO       |      |
| TNSC   | Centro Espacial de Tanegashima    | Japón            | Tanegashima    | 1969 | JAXA       |      |
| USC    | Centro Espacial Uchinoura         | Japón            | Kimotsuki      | 1962 | JAXA       | 1    |
| JSLC   | Jiuquan Space Launch Center       | China            | Jiuquan        |      | CNSA       | 8    |
| WSLC   | Wenchang Space Launch Center      | China            | Wenchang       | 2014 | CNSA       |      |
| TSLC   | Taiyuan Satellite Launch Center   | China            | Taiyuan        | 1968 | CNSA       | 2    |
| XSLC   | Xichang Space Center              | China            | Sichuan        | 1984 | CNSA       |      |